# Distância lunar

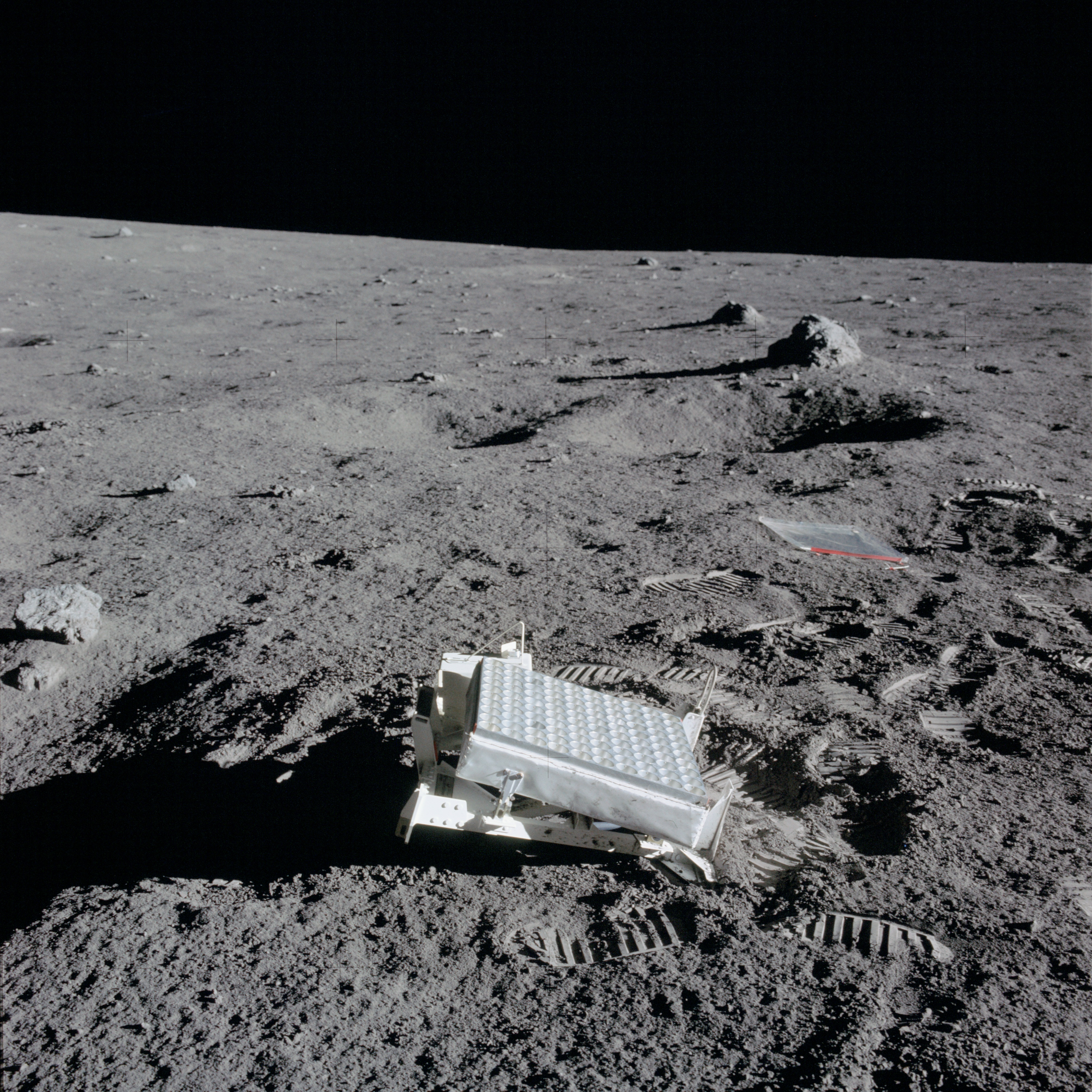
Retrorrefletor usado para medir a distância lunar, deixado na Lua pela missão Apollo 14.

Em astronomia, a distância lunar é a medida da distância da Terra até a Lua. Essa distância varia de acordo com a posição da Lua em sua órbita. A distância média entre o centro da Terra e o centro da Lua é de 384 400 km, a distância mais próxima (perigeu) é de 363 300 km e a distância mais longa (apogeu) é de 405 500 km.
Medidas de alta precisão da distância lunar foram feitas medindo-se o tempo levado para luz viajar entre aparelhos montados na Terra e retrorrefletores colocados na Lua por antigas missões tripuladas ou não tripuladas.
Em função das marés, a energia do sistema Terra-Lua vai sendo dissipada nos oceanos e nas camadas sólidas da Terra, como consequência, a Lua vai se se afastando da Terra a uma taxa de aproximadamente 4 cm por ano.
No Século II a.C., o astrônomo grego Hiparco de Rodes calculou a distância à Lua. Observando a Lua durante um eclipse lunar e medindo os tempos de entrada e saída da Lua na sombra da Terra e usando trigonometria, Hiparco conclui que a distância da Terra à Lua é de 59 vezes o raio da Terra (o valor hoje aceito é de aproximadamente 60,3 vezes o raio da Terra).